# Рисков капитал
Рисковият капитал (на английски: venture capital) представлява средства, инвестирани за реализиране на високорисков проект, обещаващ значителни доходи, свързан с риск за инвеститора. Рисковият капитал задоволява новите пазарни изисквания, на които съществуващите фирми не са в състояние да отговорят. Типично рисково финансиране е венчър капитала, с който обикновено се изграждат малки фирми с подчертана иновационна насоченост, динамично развиващи се на основата на собствена технология. По този начин се осъществява тясно сътрудничество между изследователите, притежаващи оригинална перспективна идея, и евентуалния инвеститор, готов да вложи средствата си за практическата ѝ реализация. Съществуват и други категории рисково финансиране, които не са непременно свързани с предприемачество.
Рисков капитал е всяко вложение, за което е характерно участие на инвеститори, които закупуват акции, облигации и други ценни книжа, а също така и когато инвестициите имат дългосрочен характер със срок на откупуване минимум 5 – 10 години, през който период печалбата може да е минимална. Продажната цена на акциите на рисковите фирми често е 50 – 100 пъти по-висока от номиналната, което намалява интереса на инвеститорите към рисковия капитал.
Рискът при тези начинания е голям. В САЩ при 15% от случаите авансираният рисков капитал се губи напълно, при 25% рисковите фирми губят от дейността си по-продължително време от предвиденото, при 30% печалбата е умерена и в останалите 30% успехите многократно възстановяват първоначално вложените средства. От 10 предложени проекта за инвестиране с рисков капитал 7 се провалят, но останалите 3 носят норма на печалба 25 – 35%.
Съществуват различни организационни форми за разрешаване на несъответствието между броя на новите идеи и възможността такива идеи да се осъществят в големите фирми. По същество става дума за конкретния начин на функциониране на рисковия капитал:
- Формиране на собствени фондове от рисков капитал,
- Създаване на специализирана дирекция за рискови начинания,
- Импровизиране,
- Създаване на сурови условия за работа.

## Венчър капитал
За разлика от традиционните инвеститори, инвеститорите на венчър капитал се ангажират с допълнителни отговорности, свързани с дейността на фирмата, като определяне насоките на нейното развитие, управление на финансите, определяне начините за пласмент на продукция и други. Те са „активни“ инвеститори – те търсят възможности за създаване на малки перспективни фирми, намират хора с нови идеи, които се нуждаят от средства, съвети, контакти и „комплектуват“ фирмата. По този начин те добавят стойност към инвестицията си.
Венчър капитал понякога не съвсем точно отъждествяван с рисков капитал, е схема за инвестиране в нови предприятия. Обикновено венчър капиталисти са хора, които имат голямо количество свободни средства и търсят да ги инвестират с по-голяма възвръщаемост. Докато банките обикновено отпускат средствата под формата на заем, венчър капиталистите се интересуват от дялово участие в бизнеса. За предприемачите такова дялово финансиране е по-изгодно от кредитиране, защото венчър капиталистите полагат повече усилия да опазят инвестицията си. Редовна практика е предприемачът да поеме само частта от бизнеса, за която има иновативна идея или ноу-хау, а венчър капиталистът да организира всички други аспекти в новото предприятие – определяне насоките на нейното развитие, управление на финансите, определяне начините за пласмент на продукция и други. Обикновено предприемачът запазва контролния пакет дялове, за да запази и мотивацията си да развива бизнеса.
Преди да вземе решение да инвестира в рисково начинание, инвеститорът прави преценка на степента на оригиналност на новата технология или уникалност в прилагането на съществуващите технологии. Изследват се пазарните ниши и техните възможности за „поглъщане“ на новия продукт, както и оценяване на „цената“ на съществуващия риск. Инвеститорите могат да бъдат отделни лица, сдружение на инвеститори на рисков капитал, големи фирми, холдинги, банки, университети и т.н.
Инвеститорът на рисков капитал трябва да работи търпеливо с фирмата през всички фази на нейното развитие, докато тя престане да бъде рисково предприятие и започне да привлича финансови средства от „пасивни“ инвестиционни източници като банки, по-големи фирми, специализирани фондове и др.
Не са рядкост и венчър фондовете, които набират средства за инвестиране на венчър капитал.

### История
Счита се, че информационната революция, икономиката на знанието, бумът на дот-ком компаниите и цялостното развитие на Силициевата долина са катализирани именно от венчър капитала.